# Maria Wörth
Maria Wörth (slovenska: Otok) är en ort och kommun i Österrike. Den ligger i distriktet Klagenfurt-Land i förbundslandet Kärnten, i den södra delen av landet, 240 km sydväst om huvudstaden Wien. Kommunens administrativa huvudort är Reifnitz.
Kommunen består av åtta orter (Ortschaften) (inom parentes invånarantal 1 januari 2024):

- Maiernigg (26)
- Maria Wörth (142)
- Oberdellach (73)
- Raunach (166)
- Reifnitz (857)
- St. Anna (52)
- Sekirn (273)
- Unterdellach (59)

Orten Maria Wörth ligger på en halvö vid södra sidan av Wörthersee och 14 km väster om Kärntens huvudstad Klagenfurt. Maria Wörth är liksom Mariazell och Maria Taferl en vallfartsort.
Vid Maria Wörth tillkom en av de första kristna bosättningarna i Kärnten och orten nämns omkring år 875 i en urkund från biskopen av Freising och något senare inledde biskop Waldo bygget av en kyrka. Den nuvarande kyrkan är i sengotik med krypta i romansk stil. En mindre kyrka i närheten är Vinterkyrkan (Winterkirche) från 1100-talet. Kommunen omfattar även sträckor längs sjön och därmed den höga kullen Pyramidenkogel med utsiktsplats. I den mindre orten Sekirn uppfördes före eller kring sekelskiftet 1900 många sommarvillor. I Villa Sigel bodde tonsättaren Gustav Mahler somrarna 1900 till 1907. Wörth i ortnamnet har betydelsen 'ö' eller 'halvö' i vattendrag eller strandnära; Maria Wörth har gett namn åt hela sjön, Wörthersee.

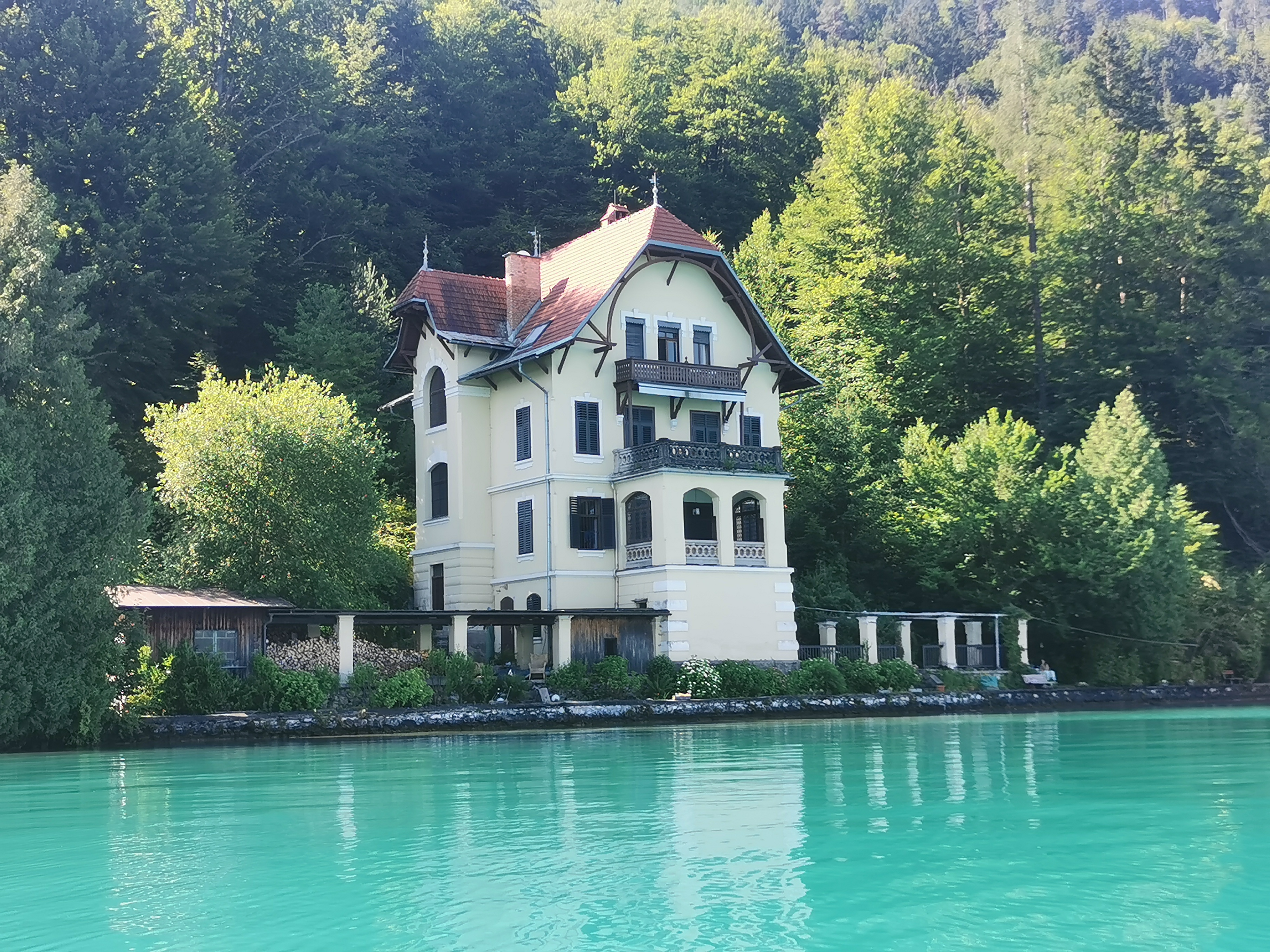
Villa Sigel eller Villa Mahler vid Wörthersee där Gustav Mahler tillbringade somrarna.